# Oroniscus hessei
Oroniscus hessei är en kräftdjursart som beskrevs av Karl Wilhelm Verhoeff1936. Oroniscus hessei ingår i släktet Oroniscus och familjen Oniscidae. Inga underarter finns listade i Catalogue of Life.